# 부여 무량사 동종
부여 무량사 동종(扶餘 無量寺 銅鐘)은 충청남도 부여군에 있는 동종이다. 2002년 1월 10일 충청남도의 유형문화재 제162호로 지정되었다.

## 개요
이 종은 1636년(조선 인조 14년)에 만든 종이다. 동종 정상에는 한 마리의 용이 입에 여의주를 물고 있고 다리는 활짝핀 연꽃모양이 장식된 종의 몸체를 감고 있다. 눈을 부릅뜬 무서운 얼굴과 날카로운 등지느러미가 인상적인 용의 자세는 역동감이 넘치며 만개한 연꽃과 절묘한 조화를 이룬다. 동종은 주석과 청동의 합금 비율이 적절하며 균형잡힌 모양은 풍부하고 안정적인 느낌을 준다. 조선 중기 전통양식을 대표하는 작품으로 종에 새겨진 문양과 배치를 통해 다라니 신앙 또는 밀교적 신앙 등 당시 신앙의 성격을 알 수 있다.

## 참고 자료
- 무량사동종 - 국가유산청 국가유산포털